# Calea ferată Alba Iulia–Târgu Mureș
Calea ferată Alba Iulia–Târgu Mureș este o cale ferată principală în România. Ea traversează vestul Transilvaniei, pe valea râului Mureș.

## Istoric
La momentul construirii căii ferate, regiunea Transilvania aparținea de Regatul Ungariei. Această provincie care se afla în estul țării a fost legată relativ târziu de celelalte căi ferate din Ungaria. În 1868 a fost pusă în funcțiune prima cale ferată din Transilvania (Arad–Alba Iulia). Cu toate acestea, nu exista nici o legătură feroviară între cele mai mari orașe din Transilvania.
În 1868, statul ungar a început construcția mai multor trasee feroviare în Transilvania, concesionând lucrările la scurtă vreme unei companii englezești private conduse de antreprenorul englez Charles Waring.
Această societate (Ungarische Ostbahn) – care a beneficiat de mai multe ori de sprijin financiar din partea guvernului ungar – a lucrat destul de repede. Ea a executat calea ferată de la la Alba Iulia la Târgu Mureș, în continuarea căii ferate construite de la Arad de către o altă companie (Erste Siebenbürgische Eisenbahn).
La 20 noiembrie 1871 a fost pusă în funcțiune calea ferată de la Alba Iulia la Târgu Mureș; ea a fost finalizată cu an după traseul Oradea–Cluj, devenind a doua cale ferată din estul Ungariei.
Începând din 1876 compania a fost naționalizată, iar calea ferată Alba Iulia–Târgu Mureș a fost preluată de către compania feroviară maghiară de stat MÁV.
La 6 decembrie 1918 Regimentul 15 Războieni al armatei române, aflat sub comanda maiorului Vasile Nădejde, a trecut Mureșul și a ocupat Gara „Kocsárd” (Cucerdea). Cu acest prilej maiorul Nădejde s-a adresat mulțimii spunând: „Această gară și acest nod de cale ferată, fiind ocupate de unități ale "Regimentului 15 Războieni”, se va numi de acum Războieni”. Imediat localnicul Ioachim Mureșan, membru al gărzii naționale, a înlocuit tabla cu vechea denumire cu o alta, pe care era scris numele de Războieni. Astfel Gara Cucerdea Secuiască a fost redenumită în Războieni, iar satul din apropiere, Feldioara, în Războieni-Cetate.
La sfârșitul primului război mondial Transilvania a devenit parte componentă a României, iar căile ferate din Transilvania au fost preluate de compania feroviară română de stat CFR.
În perioada 1940-1944, când în urma Dictatului de la Viena teritoriul Transilvaniei a fost împărțit între România și Ungaria, granița dintre cele două țări s-a aflat între gările Vidrasău și Nirașteu (în prezent gara General Nicolae Dăscălescu). 

## Situație actuală
Tronsonul de la Alba Iulia la Războieni este electrificat și cu linie dublă. Aceasta este o parte importantă a căilor ferate din România, precum și a magistralelor feroviare internaționale. Pe aici trec zilnic mai multe trenuri accelerate. În plus, există și un puternic trafic de marfă. Gara Teiuș este principalul punct de triaj pe această linie. Tronsonul de la Războieni la Târgu Mureș are o importanță mai mică; el nu este electrificat și are linie simplă. În anul 2009 circulau zilnic pe acest tronson circa 10 trenuri accelerate și șapte trenuri personale.

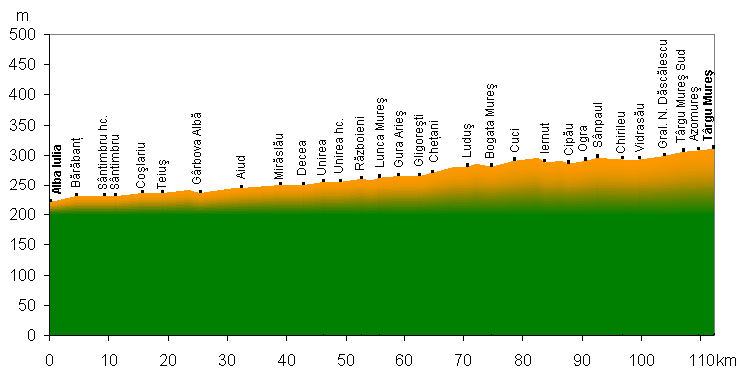
Profilul la înălțime al căii ferate